# Crisiella borgi
Crisiella borgi är en mossdjursart som beskrevs av Calvet 1931. Crisiella borgi ingår i släktet Crisiella, och familjen Crisiidae. Inga underarter finns listade i Catalogue of Life.